# Carpias parvus
Carpias parvus là một loài chân đều trong họ Janiridae. Loài này được Omer-Cooper miêu tả khoa học năm 1921.